# کونلوبوامده
کونلوبوامده شهری در شهرستان کومبیسیری در استان بازگا در بورکینافاسوی مرکزی است و جمعیت آن ۴۷۱ نفر است.